# Долни Драпничи
Долни Драпничи (на сръбски: Доњи Драпнићи) е село в Босна и Херцеговина, разположено в община Соколац, в ентитета на Република Сръбска. Населението му според преброяването през 2013 г. е 46 души, от тях: 30 (65,21 %) бошняци, 15 (32,60 %) сърби, 1 (2,17 %) хърватин.

## Население
Численост на населението според преброяванията през годините:
- 1961 – 190 души
- 1971 – 213 души
- 1981 – 131 души
- 1991 – 130 души
- 2013 – 46 души